# Sharks Palermo
Gli Sharks Palermo sono una squadra di football americano e flag football con sede a Palermo, attiva dal 1996 e affiliata alla FIDAF. Hanno conquistato il titolo italiano nel 2003 e nel 2016, restando imbattuti a livello nazionale per oltre due anni, dal 7 giugno 2015 al 7 luglio 2017. Dal 2020 il team tackle degli Sharks Palermo si è unito a quello dei Cardinals formando Eagles United Palermo, squadra che ha aderito alla polisportiva virtuale del Palermo Football Club. Oggi gli Sharks competono ai vertici della Prima Divisione di flag football sia con il team maschile che femminile, e contano su un settore giovanile attivo dal mini-flag , Under13 e Under 15.

## Storia

### 1996-97, la fondazione.
Gli Sharks Palermo nascono nel settembre 1996 su iniziativa di Giuseppe Gallo, con una formazione composta da giocatori di Palermo, Alcamo e Balestrate. Il primo head coach è Fabio Mercurio, che ricopre anche il ruolo di quarterback; la difesa è affidata a Benedetto Cappello. La squadra debutta nel campionato nazionale di arena football chiamato Winter League, chiudendo la stagione con 2 vittorie e 4 sconfitte.
L’anno successivo, con Gallo alla guida tecnica e il debutto di Massimiliano Parisi come quarterback, gli Sharks partecipano nuovamente alla Winter League, raggiungendo per la prima volta i playoff, dove vengono eliminati  dai Marines Lazio a Ostia, con il risultato di 33 a 18.

### 1998-99, la crescita del team.
Nel 1998, gli Sharks si qualificano per la seconda volta consecutiva ai playoff, chiudendo la regular season con una sola sconfitta, in trasferta contro i Crusaders Cagliari. Tuttavia, infortuni e una rosa ridotta condizionano la post-season: il team viene eliminato dagli Etruschi Livorno ai playoff con il punteggio di 26 a 21, chiudendo al quinto posto nazionale.
Nel 1999, a seguito del trasferimento di numerosi giocatori in prestito ai Cardinals Palermo per disputare il campionato di massima serie, la squadra, composta in gran parte da rookie, conclude al secondo posto nel proprio girone. A causa della differenza punti non riesce però ad accedere ai playoff.

### Dal 2000 al 2002, il debutto in prima divisione.
Nel 2000 gli Sharks chiudono la stagione al primo posto nel proprio girone, subendo una sola sconfitta , maturata ai tempi supplementari contro gli Elephants Catania nella gara inaugurale. Vengono poi eliminati ai playoff dai Guelfi Firenze, con il punteggio di 26 a 7. Nonostante l’eliminazione precoce, la squadra si distingue per il miglior attacco della regular season e si piazza al quarto posto nazionale. In questa fase emergono giocatori fondamentali per la crescita del team, tra cui Caravello, Denaro, Di Stefano, D’Adelfio, Giorlando, Guarneri, La Greca, Lo Re, Minio, Muzio e Reina.
La stagione 2001/2002 è segnata da diverse scelte strategiche che portano la squadra a disputare due competizioni: la Winter League durante l’inverno 2001 e la Golden League, campionato di massima serie a 11 giocatori, nella primavera del 2002.
La Winter League viene utilizzata dalla squadra come spazio di crescita per rookie e giovani atleti, privilegiando l’esperienza sul campo rispetto al risultato sportivo. Al debutto nella Golden League, invece, gli Sharks vincono tutte le partite di regular season, accedendo ai playoff dove superano le Aquile Ferrara per 8-0. Il cammino si interrompe ai quarti di finale contro i Frogs Legnano, pluricampioni italiani, con un punteggio di 42-21. Gli Sharks concludono così la stagione tra le prime otto squadre d’Italia.

### 2003, il primo scudetto FIDAF e la nascita del settore giovanile.
All’inizio del 2003 Giuseppe Gallo lascia la guida tecnica. Il ruolo di head coach viene affidato a  Massimiliano Parisi, quello di Defensive Coordinator a Massimiliano Lecat, già figura centrale del team negli anni precedenti. Nel frattempo, gli Sharks aderiscono alla neonata FIDAF (Federazione Italiana di American Football), presieduta da Leoluca Orlando e sostenuta dalla maggior parte delle squadre del Centro-Sud Italia.
La stagione si conclude con la storica vittoria del primo scudetto FIDAF della massima serie a 11 giocatori, grazie al successo per 18 a 14 contro gli Elephants Catania nella finale disputata al Velodromo Paolo Borsellino di Palermo. La partita, molto combattuta, vede gli Sharks privi del quarterback messicano Edgar Zapata, assente per problemi burocratici, mentre Catania schiera Massimo Fierli, quarterback della nazionale italiana. Nonostante il divario d’esperienza e la tensione del match, gli Sharks conquistano il titolo nazionale in un finale al cardiopalma con il risultato di 18 a 14. Parallelamente, il club investe nel vivaio partecipando al campionato Five-Man con due formazioni giovanili, entrambe finaliste. Da questa esperienza emergono giocatori come, Albanese, Catalano, Cusimano, Maniscalco, Militano futuro zoccolo duro degli Sharks.

### 2004-2005, il cambio generazionale e le prime esperienze internazionali.
Nel 2004 Salvatore Strano assume la presidenza del club, mentre Gerardo Vera Gomez entra ufficialmente nello staff tecnico nel ruolo di defensive coordinator. La squadra prende parte al campionato Arena League, chiudendo la regular season senza sconfitte. In finale, però, subisce una battuta d’arresto contro l’altra formazione palermitana, i Corsari Palermo. Nello stesso anno, gli Sharks vivono la loro prima esperienza internazionale, partecipando con l’intero roster al primo Borregos Camp a Città del Messico, ospiti del TEC CEM – Campus Estado de México.
Nel 2005, per motivi economici, il team decide di non prendere parte a competizioni ufficiali, concentrandosi sul reclutamento e la formazione di nuove leve. A settembre organizza il secondo Borregos Camp, questa volta a Palermo, accogliendo l’intera squadra e lo staff tecnico dei Borregos CEM. 
Sempre nel 2005, Massimiliano Lecat subentra a Salvatore Strano nella carica di presidente della società.

### 2006-2007, i primi passi dei nuovi Sharks
Nel 2006 e nel 2007 gli Sharks Palermo partecipano al campionato di Seconda Divisione della NFL Italia. Massimiliano Lecat ricopre il ruolo di head coach, mentre Alessandro Albanese subentra a Massimiliano Parisi nel ruolo di quarterback titolare; Parisi rimane all’interno dello staff tecnico come Offensive coordinator. Dario Caravello assume il ruolo di defensive coordinator. 
Il biennio è segnato da risultati sportivi contenuti. Tra le prestazioni di rilievo si registra la vittoria esterna contro i Dolphins Ancona per 14 a 10, ma la squadra non riesce a qualificarsi per le fasi finali del campionato. Nonostante ciò, l’inserimento progressivo di numerosi giovani atleti contribuisce a porre solide basi per la crescita futura del team, sia sul piano numerico che tecnico. Da questa esperienza emergono giocatori come, Affronti, De Simone, La Placa, Martino, Romano e Spinelli, 

### 2008, la prima divisione, l'anno della svolta
Nel 2008 nasce in Italia la IFL – Italian Football League – con l’obiettivo di creare un campionato d’élite che riunisca le squadre più competitive del panorama nazionale. Gli Sharks Palermo aderiscono al nuovo campionato, rafforzando il roster per affrontare il salto di livello. Arrivano tre innesti internazionali di rilievo: il quarterback Arturo Sanchez dai Borregos CEM, il defensive end Felix Buendía dai PUMAS UNAM e il running back Alejandro Trejo dai Borregos Monterrey. A loro si aggiunge Gerardo Vera Gomez nel doppio ruolo di allenatore-giocatore.

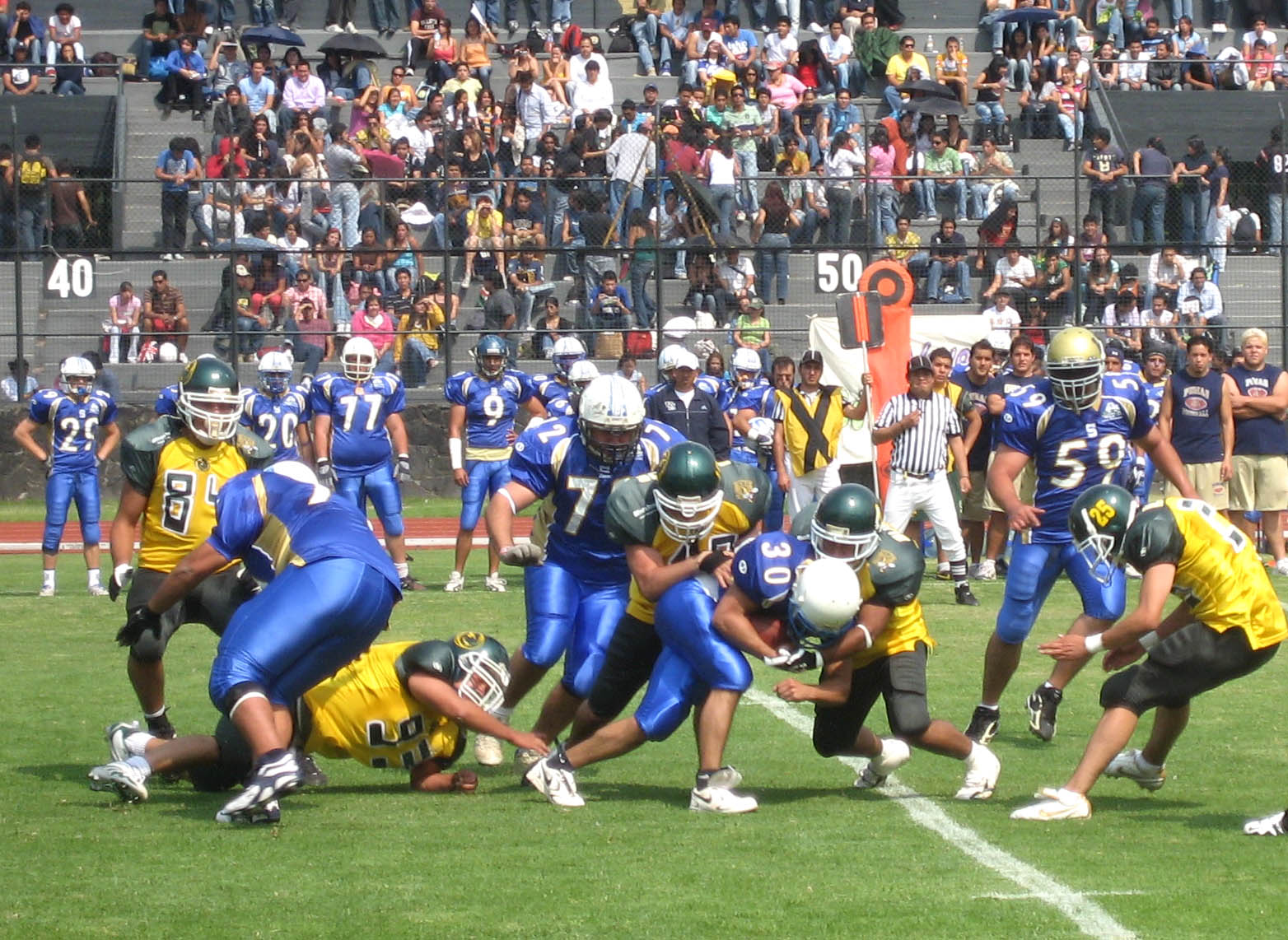
Un'azione tra Sharks Palermo e Bufalos Città del Messico durante il Tazon Intercontinental del 2008.

Nonostante l’età media molto bassa – la maggior parte del roster è composta da giocatori palermitani under 25 – la squadra si distingue per la capacità di competere con formazioni più esperte e blasonate. L’impatto di Arturo Sanchez è determinante: introduce un gioco aereo spettacolare e pass-oriented che segna una svolta nella filosofia offensiva degli Sharks, destinata a consolidarsi negli anni successivi. Sanchez chiude la stagione al terzo posto nelle statistiche di efficienza sui passaggi, mentre i ricevitori La Greca e Albanese si classificano rispettivamente al primo e terzo posto tra gli italiani per numero di ricezioni.

A coronamento dell’annata, nel mese di settembre gli Sharks vengono invitati a Città del Messico per il primo Tazón Intercontinental. Davanti a oltre 7.000 spettatori allo stadio “Tapatío Méndez”, la squadra affronta i Bufalos FCA guidati da coach Felix Buendía e conquista la vittoria per 28 a 25 grazie a un touchdown segnato a undici secondi dalla fine da Vladimiro La Greca. Gli Sharks diventano così il primo team italiano a vincere un trofeo intercontinentale in Messico.

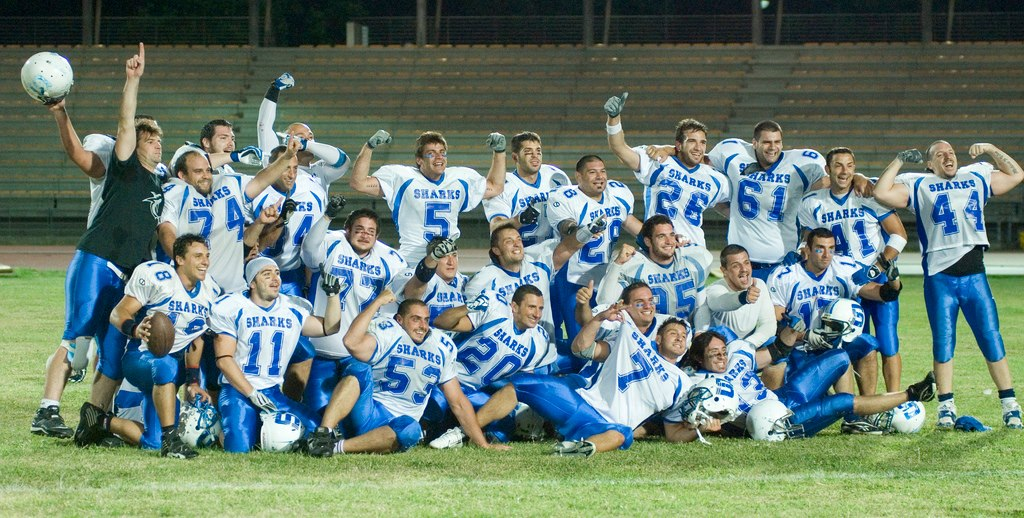
Gli Sharks sconfiggono i Guelfi Firenze allo Stadio Ridolfi e approdano al Silverbowl.

### 2009, il ritorno in A2 e la finale di Forlì
Il 2009 segna un nuovo punto di svolta per gli Sharks Palermo, che tornano a disputare il campionato di A2 Fidaf affidato a Lenaf. Numerosi atleti provenienti dai Corsari Palermo si uniscono al team, tra cui Calvanio, Costa, De Lisi, Randisi, Spina e Paride Zappalà , che assumerà il ruolo di quarterback titolare per le successive sei stagioni. In ambito dirigenziale entra Alessandro Quartararo Benzo, mentre lo staff tecnico si amplia con Alfonso Genchi nel ruolo di offensive coordinator, al fianco di Massimiliano Lecat.
Durante la stagione regolare, gli Sharks si distinguono per un gioco spettacolare e una difesa solida, ottenendo vittorie di rilievo contro squadre come i Giaguari Torino (14-0 in trasferta), i Falcons Milano, i Redskins Verona, i Blue Storms Busto Arsizio e i campioni uscenti dei Titans Forlì, sconfitti con un netto 34-3.
Dopo aver superato i quarti di finale, battendo i Predatori Golfo del Tigullio a Chiavari, gli Sharks affrontano in semifinale i Guelfi Firenze, imbattuti in regular season e tra i favoriti per la vittoria finale. Nonostante una trasferta complessa sotto il profilo logistico e ambientale, la squadra palermitana riesce nell’impresa di espugnare lo Stadio Ridolfi di Firenze, dove i padroni di casa erano imbattuti da quattro anni, imponendosi per 20 a 12. Gli Sharks conquistano così l’accesso a una finale nazionale, a sette anni di distanza dall’ultima partecipazione, ma vengono sconfitti a Forlì dagli storici Barbari Roma Nord.
Nello stesso anno, gli Sharks partecipano anche al campionato di Terza Divisione con il proprio farm team, composto dai giocatori più giovani destinati a contribuire anch’essi alla crescita del movimento: nasce così il team degli Squali Palermo, affidato a un coaching staff composto da ex allenatori dei Cardinals Palermo, tornati insieme dopo dieci anni di assenza.

### 2010, un piccolo passo indietro
Dopo tre stagioni particolarmente soddisfacenti ma molto onerose sotto il profilo logistico ed economico, la dirigenza degli Sharks Palermo decide, con rammarico, di prendere parte a un campionato di livello inferiore ma più sostenibile. La squadra si iscrive al CIF9, torneo a nove giocatori.
Il team chiude imbattuto la stagione regolare e raggiunge la finale di conference, dove viene sconfitto in una partita rocambolesca dai Crusaders Cagliari, futuri vincitori del torneo. Nello stesso anno, il farm team degli Sharks viene rilevato dai Cardinals Palermo, che tornano così ufficialmente in attività dopo 10 anni di assenza.

### 2011-2012, il ritorno in Lenaf e la nascita del settore giovanile
Dopo la parentesi nel campionato a nove giocatori, gli Sharks Palermo tornano a disputare il campionato di A2 Lenaf. Alla guida tecnica rimane Massimiliano Lecat, affiancato in sideline da due coach messicani: Alejandro Trejo, già running back del team nel 2009, ed Erik Heredia. Sotto la loro guida, la squadra centra l’accesso ai playoff in entrambe le stagioni, distinguendosi per un gioco offensivo dinamico e uno stile spettacolare, con importanti vittorie ottenute in tutta Italia.
Nel 2011, gli Sharks concludono la stagione regolare con un bilancio positivo, superando formazioni come i Mastini Verona (15–8), i Briganti Napoli (21–7), gli Angels Pesaro (17–7), i Grizzlies Roma (13–10 all'overtime) e gli Islanders Venezia (20–17, sempre all’overtime). Nei quarti di finale, vincono con un netto 28–0 contro i Giaguari Torino, ma si fermano in trasferta contro i Lions Bergamo (3–37), squadra appena retrocessa dalla IFL.
Nel 2012, la stagione inizia con un’importante vittoria contro i Mustang Trieste (20–13), seguita da successi contro i Saints Padova (20–7), i Frogs Legnano (17–12), i Draghi Udine (19–0) e ancora gli Islanders Venezia (28–21). Nei playoff, però, la corsa si interrompe ancora una volta ai quarti di finale, con una sconfitta di misura per 0–7 contro i Barbari Roma Nord, arrivata nei secondi finali di un match combattuto.
Il biennio segna anche la nascita del settore giovanile degli Sharks, con l’avvio di progetti dedicati alla formazione di atleti under 18, destinati a diventare il vivaio della prima squadra negli anni successivi.

### 2013-2014, si chiude il ciclo
Diversi tra i giocatori sono costretti per diverse ragioni ad abbandonare il mondo del football, lasciando spazio a nuovi atleti. Non raggiungono i playoff. Nel 2013 il team chiude il campionato con 3 vittorie e 5 sconfitte. L'anno seguente gli Sharks subiscono inizialmente 3 sconfitte nelle prime 3 giornate. In seguito alla vittoria nel Derby allo scadere il team inanella 3 vittorie consecutive, perdendo poi di 3 punti a Cagliari e non accedendo ai playoff con il record di 4 vittorie e 4 sconfitte.

### 2015, il secondo cambio generazionale
Nel 2015 si riparte dalla III Divisione. Massimiliano Lecat si ritira da Head Coach, la carica che viene conferita a Quirino Mario Costa.
La squadra composta per lo più da giocatori proveniente dalla giovanile e da qualche veterano termina la stagione regolare con 3 vittorie e 3 sconfitte e accedendo alle Wild Card. Dopo la vittoria ai playoff contro i Sirbons a Cagliari per 31 a 6 gli Sharks vengono sconfitti la settimana dopo a Terni dagli Steelers per 36 a 12, uscendo così ai quarti di finale.

### 2016, la perfect season e la conquista del titolo
Nel 2016 gli Sharks giocano in III Divisione. Alessandro Fonti diventa il nuovo Head Coach. Ai playoff sconfiggono i Mad Bulls Barletta prima e gli Steelers Terni poi in casa. In finale di conference sono corsari a Chiavari, contro i Predatori Golfo del Tigullio e conquistano la finale di Cesena, battendo i Knights Persiceto per 36 a 22 e diventando campioni d'Italia della categoria.

### 2017, l'anno del ventennale
Gli Sharks riescono a conquistare nuovamente la Perfect Regular Season, vincendo il girone A e qualificandosi ai playoff senza subire sconfitte. Purtroppo vengono poi battuti in finale dai "Sentinels Isonzo", non riuscendo a riportare il titolo a Palermo per la seconda volta di fila.

### 2018, il ritorno in serie A2 e la nascita del progetto Flag
Dopo due anni ai vertici della Terza Divisione, gli Sharks raggiungono nuovamente la Seconda Divisione. Qui gli squali guidati dal Coach Erick Mosqueda riescono a posizionarsi secondi nel loro girone e accedere ai Playoff. Qui incontrano i Daemons Martesana che, in casa loro, eliminano gli Sharks.

## All time record (Tackle Football)
|                         | BEST WIN                   | BEST WIN | BEST WIN                     | BEST WIN | BEST WIN |      | WORST LOSS | WORST LOSS            | WORST LOSS     | WORST LOSS | WORST LOSS |
|                         | Anno                       | h \| a   | Team                         | Score    | Score    | Anno | h \| a     | Team                  | Score          | Score      |            |
| Campionati 8 giocatori  | 1998                       | home     | Elephants Catania            | 47       | 0        | 1996 | away       | Royal Dodgers Caserta | 19             | 70         |            |
| Campionati 9 giocatori  | 2016                       | home     | Achei Crotone                | 69       | 6        | 2015 | home       | Higlanders Catanzaro  | 0              | 33         |            |
| Campionati 11 giocatori | 2002                       | home     | Corsari Palermo              | 82       | 0        | 2001 | away       | Elephants Catania     | 14             | 72         |            |
| Playoff Home            | 2003                       | home     | Delfini Taranto              | 42       | 0        |      | 2001       | home                  | Guelfi Firenze | 7          | 21         |
| Playoff Away            | 2015                       | away     | Sirbons Cagliari             | 31       | 10       | 2012 | away       | Lions Bergamo         | 37             | 3          |            |
|                         |                            |          |                              |          |          |      |            |                       |                |            |            |
|                         | REGULAR SEASON HOME RECORD |          |                              |          |          |      |            |                       |                |            |            |
|                         | BEST WIN                   | BEST WIN | BEST WIN                     | BEST WIN | BEST WIN |      | WORST LOSS | WORST LOSS            | WORST LOSS     | WORST LOSS | WORST LOSS |
| Campionati 8 giocatori  | 1998                       | home     | Elephants Catania            | 43       | 0        | 1996 | home       | Royal Dodgers Caserta | 24             | 52         |            |
| Campionati 9 giocatori  | 2016                       | home     | Achei Crotone                | 69       | 6        | 2015 | home       | Higlanders Catanzaro  | 0              | 33         |            |
| Campionati 11 giocatori | 2002                       | home     | Corsari Palermo              | 82       | 0        | 2008 | home       | Panthers Parma        | 26             | 61         |            |
|                         | REGULAR SEASON AWAY RECORD |          |                              |          |          |      |            |                       |                |            |            |
|                         | BEST WIN                   | BEST WIN | BEST WIN                     | BEST WIN | BEST WIN |      | WORST LOSS | WORST LOSS            | WORST LOSS     | WORST LOSS | WORST LOSS |
| Campionati 8 giocatori  | 1998                       | away     | Elephants Catania            | 18       | 55       | 1996 | away       | Royal Dodgers Caserta | 19             | 70         |            |
| Campionati 9 giocatori  | 2016                       | away     | Sauk Wolves Cosenza          | 0        | 45       | 2015 | away       | Achei Crotone         | 0              | 20         |            |
| Campionati 11 giocatori | 2003                       | away     | Delfini Taranto              | 12       | 42       | 2001 | away       | Elephants Catania     | 14             | 72         |            |
|                         | PLAYOFFs HOME RECORD       |          |                              |          |          |      |            |                       |                |            |            |
|                         | BEST WIN                   | BEST WIN | BEST WIN                     | BEST WIN | BEST WIN |      | WORST LOSS | WORST LOSS            | WORST LOSS     | WORST LOSS | WORST LOSS |
| Campionati 8 giocatori  | -                          | -        | -                            | -        | -        | 2001 | home       | Guelfi Firenze        | 7              | 21         |            |
| Campionati 9 giocatori  | 2010                       | home     | Eagles Salerno               | 40       | 0        | -    | -          | -                     | -              | -          |            |
| Campionati 11 giocatori | 2003                       | home     | Delfini Taranto              | 42       | 0        | 2013 | home       | Barbari Roma Nord     | 0              | 7          |            |
|                         | PLAYOFFs AWAY RECORD       |          |                              |          |          |      |            |                       |                |            |            |
|                         | BEST WIN                   | BEST WIN | BEST WIN                     | BEST WIN | BEST WIN |      | WORST LOSS | WORST LOSS            | WORST LOSS     | WORST LOSS | WORST LOSS |
| Campionati 8 giocatori  | -                          | -        | -                            | -        | -        | 1997 | away       | Marines Ostia         | 18             | 33         |            |
| Campionati 9 giocatori  | 2015                       | away     | Sirbons Cagliari             | 31       | 10       | 2004 | away       | Corsari Palermo       | 0              | 33         |            |
| Campionati 11 giocatori | 2009                       | away     | Predatori Golfo del Tigullio | 26       | 13       | 2012 | away       | Lions Bergamo         | 37             | 3          |            |

## Dettaglio stagioni

### Tornei nazionali

#### Campionato

##### Golden League/IFL
| Stagione | regular season | regular season | regular season | regular season | regular season | regular season | playoff | playoff | playoff | playoff | playoff | playoff     | playoff      |
|          | Vin            | Par            | Per            | Tot            | PF             | PS             | Vin     | Per     | Tot     | PF      | PS      | risultato   | avversaria   |
| -------- | -------------- | -------------- | -------------- | -------------- | -------------- | -------------- | ------- | ------- | ------- | ------- | ------- | ----------- | ------------ |
| 2002     | 4              | 0              | 0              | 4              | 192            | 58             | 1       | 1       | 2       | 28      | 42      | Terzo turno | Frogs Milano |
| 2008     | 1              | 0              | 9              | 10             | 175            | 375            | -       | -       | -       | -       | -       | -           | -            |
| Totale   | 5              | 0              | 9              | 14             | 367            | 433            | 1       | 1       | 2       | 28      | 42      |             |              |

Fonte: 

##### Eleven League FIDAF/Nine League FIDAF
Questi tornei svolti durante un periodo di scissione federale - pur essendo del massimo livello della loro federazione - non sono considerati ufficiali.
| Stagione | regular season | regular season | regular season | regular season | regular season | regular season | playoff | playoff | playoff | playoff | playoff | playoff   | playoff           |
|          | Vin            | Par            | Per            | Tot            | PF             | PS             | Vin     | Per     | Tot     | PF      | PS      | risultato | avversaria        |
| -------- | -------------- | -------------- | -------------- | -------------- | -------------- | -------------- | ------- | ------- | ------- | ------- | ------- | --------- | ----------------- |
| 2003     | 4              | 1              | 1              | 6              | 123            | 80             | 2       | 0       | 2       | 60      | 14      | Campioni  | Elephants Catania |
| 2004     | 6              | 0              | 0              | 6              | 129            | 53             | 1       | 1       | 2       | 8       | 33      | Finale    | Corsari Palermo   |
| Totale   | 10             | 1              | 1              | 12             | 252            | 133            | 3       | 1       | 4       | 68      | 47      |           |                   |

Fonte: 

##### Winter League (secondo livello)/Serie A2/LENAF/Seconda Divisione
| Stagione | regular season | regular season | regular season | regular season | regular season | regular season | playoff | playoff | playoff | playoff | playoff | playoff                  | playoff           |
|          | Vin            | Par            | Per            | Tot            | PF             | PS             | Vin     | Per     | Tot     | PF      | PS      | risultato                | avversaria        |
| -------- | -------------- | -------------- | -------------- | -------------- | -------------- | -------------- | ------- | ------- | ------- | ------- | ------- | ------------------------ | ----------------- |
| 1998     | 5              | 0              | 1              | 6              | 199            | 73             | 0       | 1       | 1       | 21      | 26      | Divisionale              | Etruschi Livorno  |
| 1999     | 3              | 0              | 3              | 6              | 186            | 131            | -       | -       | -       | -       | -       | -                        | -                 |
| 2000     | 5              | 0              | 1              | 6              | 160            | 64             | 0       | 1       | 1       | 7       | 26      | Semifinale di conference | Guelfi Firenze    |
| 2001     | 0              | 0              | 5              | 5              | 34             | 192            | -       | -       | -       | -       | -       | -                        | -                 |
| 2006     | 1              | 0              | 6              | 7              | 111            | 173            | -       | -       | -       | -       | -       | -                        | -                 |
| 2007     | 1              | 0              | 5              | 6              | 41             | 186            | -       | -       | -       | -       | -       | -                        | -                 |
| 2009     | 5              | 0              | 2              | 7              | 120            | 59             | 2       | 1       | 3       | 52      | 56      | Italian Bowl             | Barbari Roma Nord |
| 2011     | 5              | 0              | 3              | 8              | 86             | 134            | 1       | 1       | 2       | 31      | 37      | Quarti di finale         | Lions Bergamo     |
| 2012     | 5              | 0              | 3              | 8              | 127            | 126            | 0       | 1       | 1       | 0       | 7       | Quarti di finale         | Barbari Roma Nord |
| 2013     | 2              | 0              | 6              | 8              | 123            | 172            | -       | -       | -       | -       | -       | -                        | -                 |
| 2014     | 4              | 0              | 4              | 8              | 110            | 118            | -       | -       | -       | -       | -       | -                        | -                 |
| 2018     | 4              | 0              | 4              | 8              | 118            | 168            | 0       | 1       | 1       | 19      | 25      | Wild Card                | Daemons Martesana |
| 2019     | 3              | 0              | 5              | 8              | 165            | 187            | 0       | 1       | 1       | 7       | 13      | Wild Card                | Skorpions Varese  |
| Totale   | 43             | 0              | 48             | 91             | 1580           | 1683           | 3       | 7       | 10      | 137     | 190     |                          |                   |

Fonte: 

##### Winter League (terzo livello)/CIF9/Terza Divisione
| Stagione | regular season | regular season | regular season | regular season | regular season | regular season | playoff | playoff | playoff | playoff | playoff | playoff              | playoff            |
|          | Vin            | Par            | Per            | Tot            | PF             | PS             | Vin     | Per     | Tot     | PF      | PS      | risultato            | avversaria         |
| -------- | -------------- | -------------- | -------------- | -------------- | -------------- | -------------- | ------- | ------- | ------- | ------- | ------- | -------------------- | ------------------ |
| 1996     | 2              | 0              | 4              | 6              | 125            | 221            | -       | -       | -       | -       | -       | -                    | -                  |
| 1997     | 6              | 0              | 2              | 8              | 220            | 165            | 0       | 1       | 1       | 18      | 33      | Divisionale          | Marines Lazio      |
| 2010     | 4              | 0              | 0              | 4              | 126            | 34             | 1       | 1       | 2       | 48      | 14      | Semifinale           | Crusaders Cagliari |
| 2015     | 3              | 0              | 3              | 6              | 69             | 79             | 1       | 1       | 2       | 44      | 46      | Quarti di conference | Steelers Terni     |
| 2016     | 6              | 0              | 0              | 6              | 247            | 14             | 4       | 0       | 4       | 141     | 63      | Campioni             | Knights Persiceto  |
| 2017     | 6              | 0              | 0              | 6              | 225            | 29             | 3       | 1       | 4       | 138     | 47      | Nine Bowl            | Sentinels Isonzo   |
| Totale   | 27             | 0              | 9              | 36             | 1012           | 542            | 9       | 4       | 13      | 389     | 203     |                      |                    |

Fonte: 